# Super Bowl XXIV
Super Bowl XXIV var mästerskapsmatch för 1989 års säsong av National Football League mellan National Football Conference-mästaren San Francisco 49ers och American Football Conference-mästaren Denver Broncos. San Francisco besegrade Denver med siffrorna 55-10 och vann därmed dess fjärde Super Bowl.